# Abyla bicarinata
Abyla bicarinata is een hydroïdpoliep uit de familie Abylidae. De poliep komt uit het geslacht Abyla. Abyla bicarinata werd in 1925 voor het eerst wetenschappelijk beschreven door Moser. 